# Streptotrichum
Streptotrichum là một chi rêu trong họ Pottiaceae.